# Copa Intercontinental 2004 (rugby)
La Copa Intercontinental de rugby del 2004, también se le llamó Copa Latina, fue la primera de las dos ediciones que tuvo este torneo desarrollado por la International Rugby Board, hoy World Rugby.
Por la Asociación Europea de Rugby asistieron Georgia y Portugal computándose el resultado del partido en el que se enfrentaron por el Seis Naciones B 2003-04 en el que el primero perdió de local. Por la Confederación Sudamericana de Rugby participaron Chile y Uruguay validándose también el partido que jugaron entre ellos por el Sudamericano A 2004. Esos partidos correspondieron a la primera fecha de la copa.
La segunda y la tercera fecha se disputaron en los países sudamericanos que oficiaron de locales. Luego de 6 partidos el equipo uruguayo se quedó con el torneo.

## Equipos participantes
- Selección de rugby de Chile (Los Cóndores)
- Selección de rugby de Georgia (Los Lelos)
- Selección de rugby de Portugal (Los Lobos)
- Selección de rugby de Uruguay (Los Teros)

## Posiciones
| Pos. | Equipo   | Encuentros | Encuentros | Encuentros | Encuentros | Tantos  | Tantos    | Tantos     | Puntos |
| Pos. | Equipo   | jugados    | ganados    | empatados  | perdidos   | a favor | en contra | diferencia | Puntos |
| ---- | -------- | ---------- | ---------- | ---------- | ---------- | ------- | --------- | ---------- | ------ |
| 1    | Uruguay  | 3          | 3          | 0          | 0          | 67      | 23        | + 44       | 12     |
| 2    | Portugal | 3          | 2          | 0          | 1          | 50      | 53        | - 3        | 8      |
| 3    | Chile    | 3          | 1          | 0          | 2          | 52      | 72        | - 20       | 4      |
| 4    | Georgia  | 3          | 0          | 0          | 3          | 45      | 66        | - 21       | 0      |

Nota: Se otorgan 4 puntos al equipo que gane un partido, 2 al que empate y 0 al que pierda

## Resultados[5]

### Primera fecha
Partido del Seis Naciones B 2003-04
| 14 de febrero | Georgia | 14 - 19 | Portugal | Estadio Mikheil Meskhi, Tiflis, Georgia                               |  |
|               |         |         |          | Asistencia: 15 000 espectadores · Árbitro(s): Antonio Lombardi Italia |  |

Partido del Sudamericano A 2004
| 1º de mayo | Chile | 13 - 20 | Uruguay | cancha del Prince of Wales Country Club, Santiago, Chile |  |
|            |       |         |         | Asistencia: 2 700 espectadores Árbitro(s): C. Cattivelli |  |

### Segunda fecha[6]
| 30 de octubre | Uruguay | 17 - 7  | Georgia | Estadio Luis Franzini, Montevideo, Uruguay                           |                                                                      |
|               |         | Reporte |         | Asistencia: 2 000 espectadores Árbitro(s): Marcelo Toscano Argentina | Asistencia: 2 000 espectadores Árbitro(s): Marcelo Toscano Argentina |

| 30 de octubre | Chile | 9 - 28  | Portugal | cancha del Prince of Wales Country Club, Santiago, Chile |                                      |
|               |       | Reporte |          | Árbitro(s): Javier Mancuso Argentina                     | Árbitro(s): Javier Mancuso Argentina |

### Tercera fecha
| 6 de noviembre | Uruguay | 30 - 3  | Portugal | Estadio Luis Franzini, Montevideo, Uruguay |                              |
|                |         | Reporte |          | Árbitro(s): Jaime Vial Chile               | Árbitro(s): Jaime Vial Chile |

| 6 de noviembre | Chile | 30 - 24 | Georgia | cancha del Prince of Wales Country Club, Santiago, Chile |                                     |
|                |       | Reporte |         | Árbitro(s): Eduardo Blengio Uruguay                      | Árbitro(s): Eduardo Blengio Uruguay |

| Bandera de Uruguay |
| Campeón Uruguay    |
| Primer título      |